# Rudolf Kramer (Autor)
Rudolf Kramer (* 1843 oder 1844; † 24. November 1904 in Leipzig) war ein deutscher Schriftsteller, Journalist und Rassegeflügelexperte. Sein Taschenbuch der Rassegeflügelzucht wurde ein Standardwerk der Geflügelzucht.

## Leben

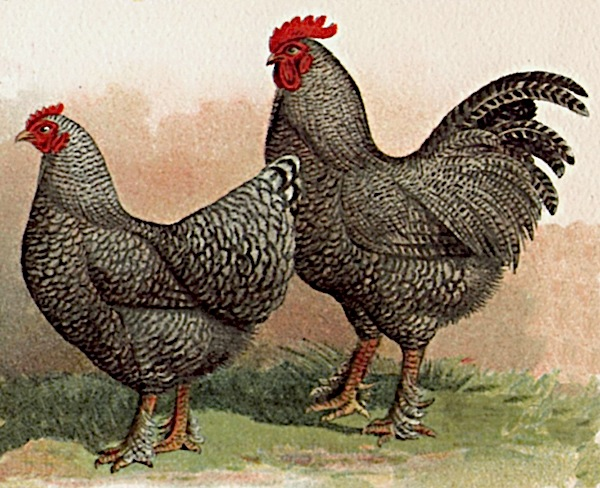
Mechelner Huhn, farbige Illustration aus dem Jahr 1899 im Taschenbuch der Rassegeflügelzucht

Kramer arbeitete als Redakteur bei den Blättern für Geflügelzucht, war Chefredakteur der Allgemeinen deutschen Geflügelzeitung und veröffentlichte Beiträge in zahlreichen Fachzeitschriften seiner Zeit, unter anderem in der Zeitschrift für Ornithologie und practische Geflügelzucht. Zu seinen Artikeln zählten unter anderem Berichte von Rassegeflügelschauen im ganzen Land.
Im Jahr 1899 veröffentlichte er das Taschenbuch der Rassegeflügelzucht, das mit einem Vorwort von Hugo du Roi erschien. Du Roi lobte Kramer darin als „eine[n] der ersten Geflügelkenner“. Die zweite überarbeitete Auflage erschien 1908, die dritte erneut überarbeitet und mit einem Geleitwort von Emil Schachtzabel unter dem Titel Kramers Taschenbuch der Rassegeflügelzucht 1926; ein Nachdruck erfolgte 1999. Als „Der Kramer“ wurde das Buch zu einem Standardwerk der Geflügelzucht. Im Gegensatz zu anderen Werken enthielt das Buch in der Erstauflage erstmals neben Beschreibungen auch farbige Abbildungen, die von verschiedenen Künstlern angefertigt wurden. Es gilt als erster Zuchtstandard der deutschen Rassegeflügelzucht und wurde auch international in Fachkreisen rezipiert.
Kramer war in verschiedenen Geflügelzuchtvereinen tätig, so wirkte er von 1884 bis 1893 als Vorsitzender des Leipziger Geflügelzuchtvereins und war Ehrenmitglied des Vereins der Züchter französischer Hühnerrassen. Er war auch als Preisrichter für Wassergeflügel und Hühner tätig. Die Geflügel-Börse nannte ihn 1983 einen „der ganz großen Männer der deutschen Rassegeflügelzucht des vorigen Jahrhunderts“.
Kramer verstarb 1904 infolge einer Erkrankung in Leipzig. Bereits 1905 wurde zu seinem Andenken der Rudolf-Kramer-Preis gestiftet. Der Sächsische Rassegeflügelzüchterverband brachte 2016 eine Rudolf Kramer gewidmete Gedenkmedaille heraus.

## Nachweise
1. ↑  Theodor Huperz, Wilhelm Kleffner: Geflügelzucht: Anleitung zur Haltung und Pflege des Hausgeflügels unter besonderer Berücksichtigung der ländlichen Verhältnisse. Neumann, Neudamm 1921, S. 20.
2. ↑  Hugo du Roi: [Vorwort]. In: Rudolf Kramer: Kramers Taschenbuch der Rassegeflügelzucht. 3. Auflage. H. Stürtz, Würzburg 1926, S. 3.
3. ↑  Vgl. u. a. Edward Brown: Races of domestic poultry. E. Arnold, London 1906, S. 133.
4. ↑  Bund deutscher Rassegeflügelzüchter (Hrsg.): Geflügel-Börse, Bd. 104, 1983, S. 5.
5. ↑  Joachim Schille: 2016 Rudolf Kramer (1843–1904). srv-gefluegel.de, aufgerufen am 5. Mai 2017.

| Personendaten    | Personendaten                            |
| ---------------- | ---------------------------------------- |
| NAME             | Kramer, Rudolf                           |
| KURZBESCHREIBUNG | deutscher Autor und Rassegeflügelexperte |
| GEBURTSDATUM     | 1843 oder 1844                           |
| STERBEDATUM      | 24. November 1904                        |
| STERBEORT        | Leipzig                                  |